# Free-produce movement

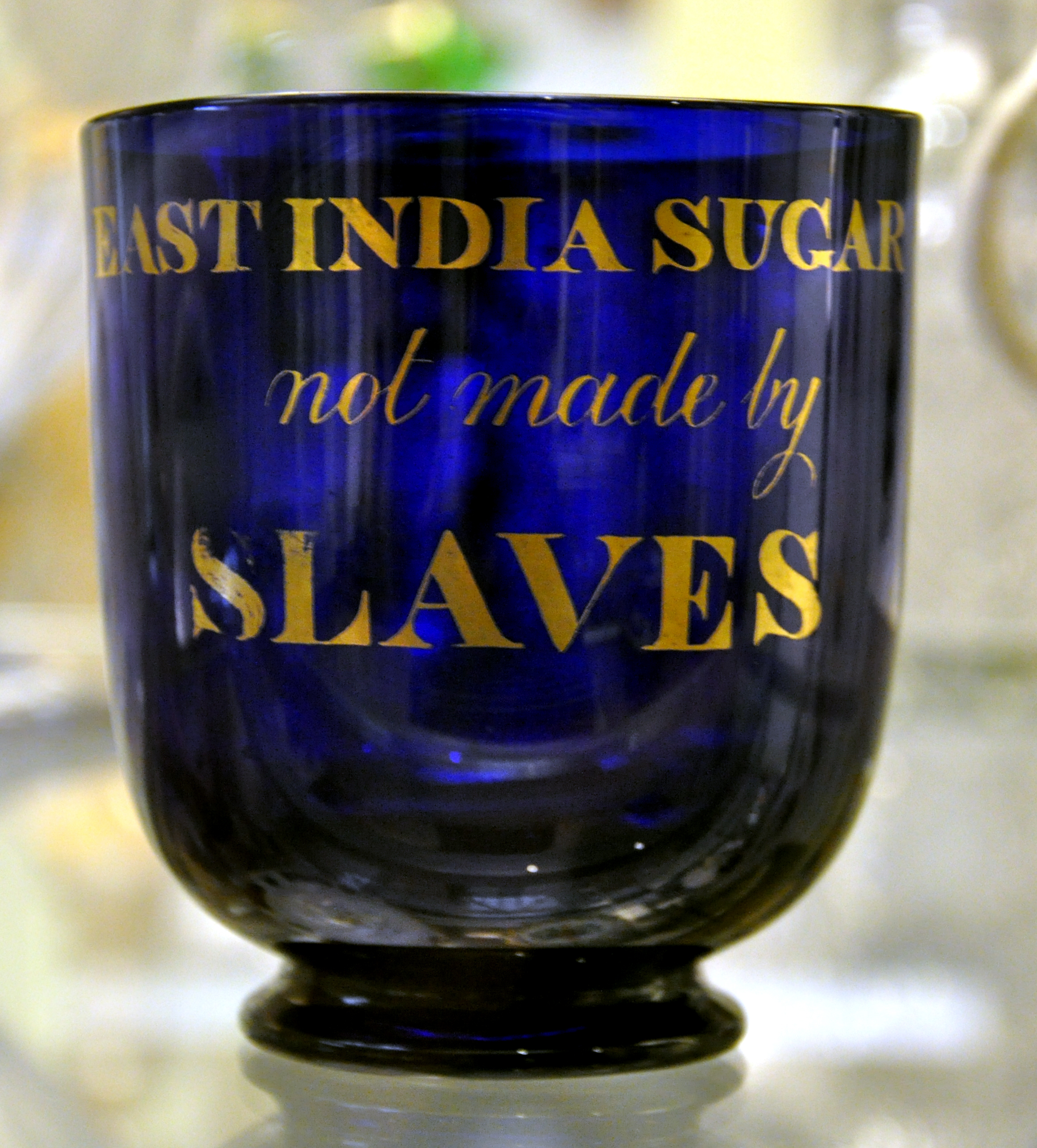
Questa zuccheriera del 1820 descrive il suo contenuto come “ZUCCHERO DELL'INDIA ORIENTALE non fatto da SCHIAVI”.

Il  free-produce movement (movimento per la libera produzione) era un boicottaggio internazionale dei beni prodotti dal lavoro degli schiavi. È stato utilizzato dal movimento abolizionista come mezzo non violento per combattere la schiavitù da parte di singoli individui, compresi i diseredati.
In questo contesto, libero significa “non schiavo”, cioè “avente i diritti legali e politici di un cittadino”. Non significa “senza costi”. Allo stesso modo, “prodotti” non significa solo frutta e verdura, ma un'ampia varietà di prodotti realizzati dagli schiavi, tra cui abiti, prodotti secchi, scarpe, saponi, gelati e dolciumi.

## 1700

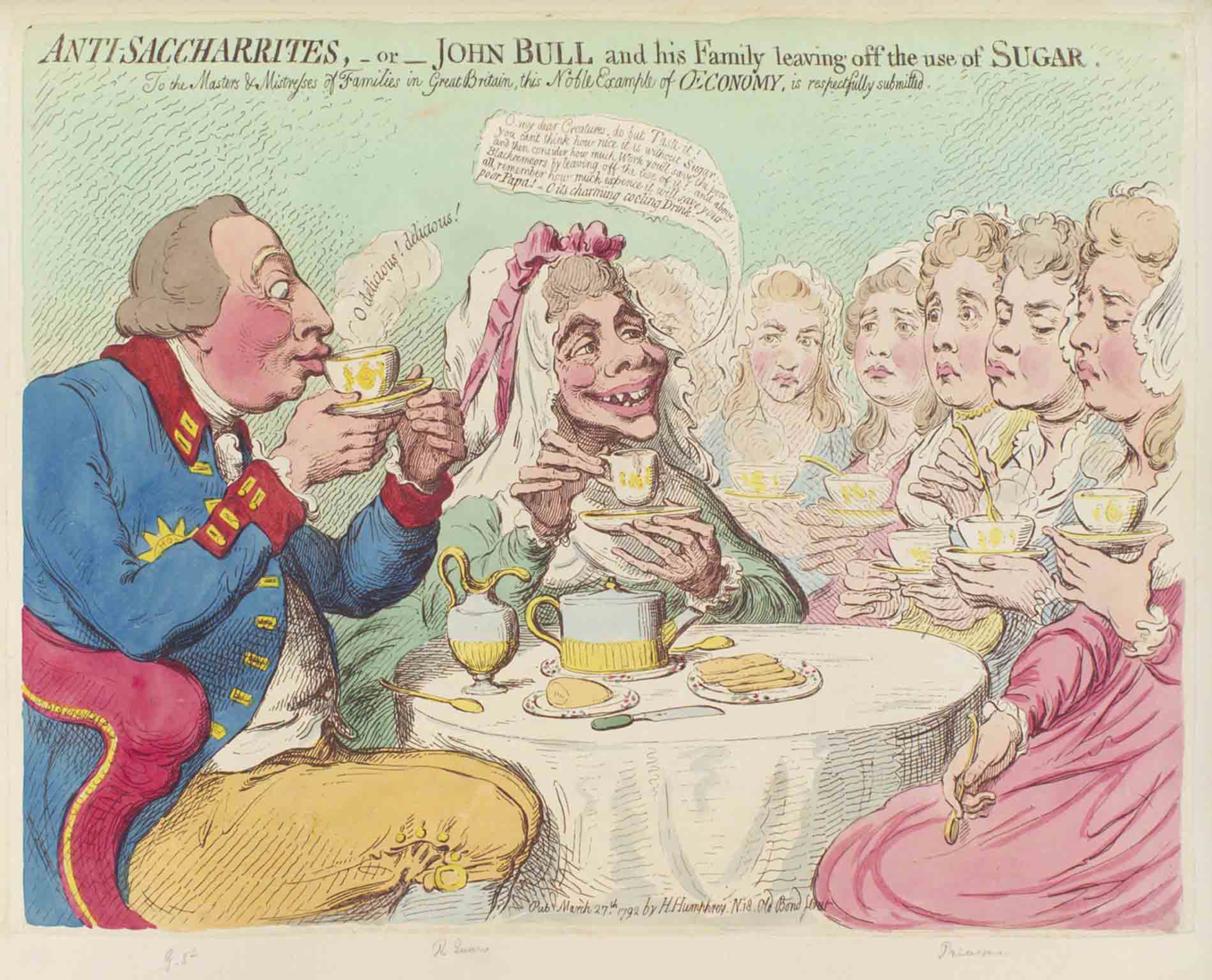
Vignetta politica del 1792 sul boicottaggio dello zucchero; il re e la regina britannici esortano le figlie a bere il tè senza zucchero, non per motivi umanitari, ma per risparmiare.

Il concetto è nato tra i membri della Società Religiosa degli Amici (Quaccheri), alla fine del XVIII secolo. I quaccheri credevano nel pacifismo e nell'uguaglianza spirituale di tutto il genere umano. Si opponevano alla schiavitù e intorno al 1790 avevano eliminato la schiavitù tra i loro membri. Quaccheri radicali come Anthony Benezet e John Woolman si spinsero oltre, sostenendo che gli acquirenti di beni derivati dalla schiavitù erano colpevoli di mantenere l'istituzione della schiavitù economicamente sostenibile. Essi sostenevano la necessità di un boicottaggio morale ed economico dei beni derivati dagli schiavi. Il concetto si rivelò interessante perché offriva un metodo non violento per combattere la schiavitù.
Negli anni 1780, il movimento si diffuse oltre i circoli quaccheri. Gli abolizionisti britannici, la maggior parte dei quali quaccheri e alcuni ex schiavi, formarono la Society for Effecting the Abolition of the Slave Trade nel 1787. Nel 1789, la legge sull'abolizione fu introdotta in parlamento da William Wilberforce; ai quaccheri non era consentito candidarsi in parlamento. Gli interessi plantocratici ne rallentarono l'adozione. Nel 1791 la legge non era ancora stata approvata e la frustrazione per i ritardi parlamentari portò ad azioni di boicottaggio. William Fox pubblicò un pamphlet, che esortava a boicottare lo zucchero degli schiavi; questo divenne il pamphlet più popolare del secolo, con oltre un quarto di milione di copie stampate su entrambe le sponde dell'Atlantico. Il pamphlet solidificò e concentrò gli sforzi abolizionisti.
L'opuscolo sostiene la complicità dei consumatori nei confronti della schiavitù: “Se acquistiamo la merce, partecipiamo al crimine. Il mercante di schiavi, il detentore di schiavi e l'autista di schiavi sono virtualmente agenti del consumatore e possono essere considerati come impiegati e assunti da lui per procurarsi la merce... Per ogni libbra di zucchero utilizzata si può considerare che consumiamo due once di carne umana”. La retorica che descriveva i prodotti degli schiavi come figurativamente contaminati dal sangue, dalle lacrime e dal sudore degli schiavi e come moralmente inquinanti era ampiamente utilizzata. Seguirono altri pamphlet sullo stesso tema.
I boicottaggi furono intrapresi sia da singoli consumatori che da negozianti e commercianti. Sempre nel 1791 un commerciante inglese di nome James Wright pubblicò un annuncio sul giornale per spiegare perché non avrebbe più venduto zucchero finché non fosse riuscito a procurarselo attraverso canali “più slegati dalla schiavitù e meno inquinati dal sangue umano”. Le donne, che non potevano votare, potevano promuovere e partecipare al boicottaggio dello zucchero di origine negriera. Il boicottaggio britannico, al suo apice, contava più di 400.000 partecipanti. Tuttavia, quando la Rivoluzione francese divenne violenta a metà del 1792, i movimenti di base persero il sostegno che non recuperarono fino a quando non si seppe che Napoleone Bonaparte era contrario all'emancipazione.

## 1800
Le Osservazioni sulla schiavitù degli africani e dei loro discendenti di Elias Hicks, pubblicate nel 1811, sostenevano il boicottaggio dei beni prodotti dagli schiavi da parte dei consumatori per eliminare il sostegno economico alla schiavitù:
D. 11. Che effetto avrebbe sui possessori di schiavi e sui loro schiavi il fatto che il popolo degli Stati Uniti d'America e gli abitanti della Gran Bretagna si rifiutino di acquistare o di fare uso di beni che sono il prodotto della schiavitù? R. Avrebbe senza dubbio un effetto particolare sui possessori di schiavi, limitando la loro avarizia e impedendo loro di accumulare ricchezze e di vivere in uno stato di lusso e di eccesso sul guadagno dell'oppressione...
Observations on the Slavery of Africans and Their Descendents (Osservazioni sulla schiavitù degli africani e dei loro discendenti) fornì al movimento per la libera produzione il suo argomento centrale per l'embargo di tutti i beni prodotti dal lavoro degli schiavi, compresi i tessuti di cotone e lo zucchero di canna, a favore dei prodotti provenienti dal lavoro retribuito di persone libere. Sebbene il movimento dei prodotti liberi non fosse inteso come una risposta religiosa alla schiavitù, la maggior parte dei negozi di prodotti liberi erano di origine quacchera, come ad esempio il primo negozio di questo tipo, quello di Benjamin Lundy a Baltimora nel 1826.

### Diffusione
Nel 1826, il boicottaggio abolizionista americano iniziò seriamente quando i quaccheri abolizionisti di Wilmington, nel Delaware, redassero uno statuto per un'organizzazione formale di prodotti liberi. Lo stesso anno, a Baltimora, nel Maryland, Lundy aprì il suo negozio che vendeva solo merci ottenute dal lavoro di persone libere.
Nel 1827 il movimento si ampliò con la formazione a Filadelfia, in Pennsylvania, della “Free Produce Society” fondata da Thomas M'Clintock e altri quaccheri radicali. Con la Società, essi aggiunsero una nuova tattica, che cercava di determinare i costi invisibili di beni come il cotone, il tabacco e lo zucchero che provenivano dal lavoro degli schiavi. Le donne quacchere si unirono alla Società, tra cui Lucretia Coffin Mott, che parlò alle riunioni della Società, facendo vivere ad alcuni dei suoi soci maschi la prima esperienza di ascoltare una conferenza femminile. Lydia Child, che avrebbe pubblicato un importante volume di scritti abolizionisti, The Oasis, tenne un negozio “libero” di prodotti secchi a Filadelfia nel 1831.

### Afroamericani

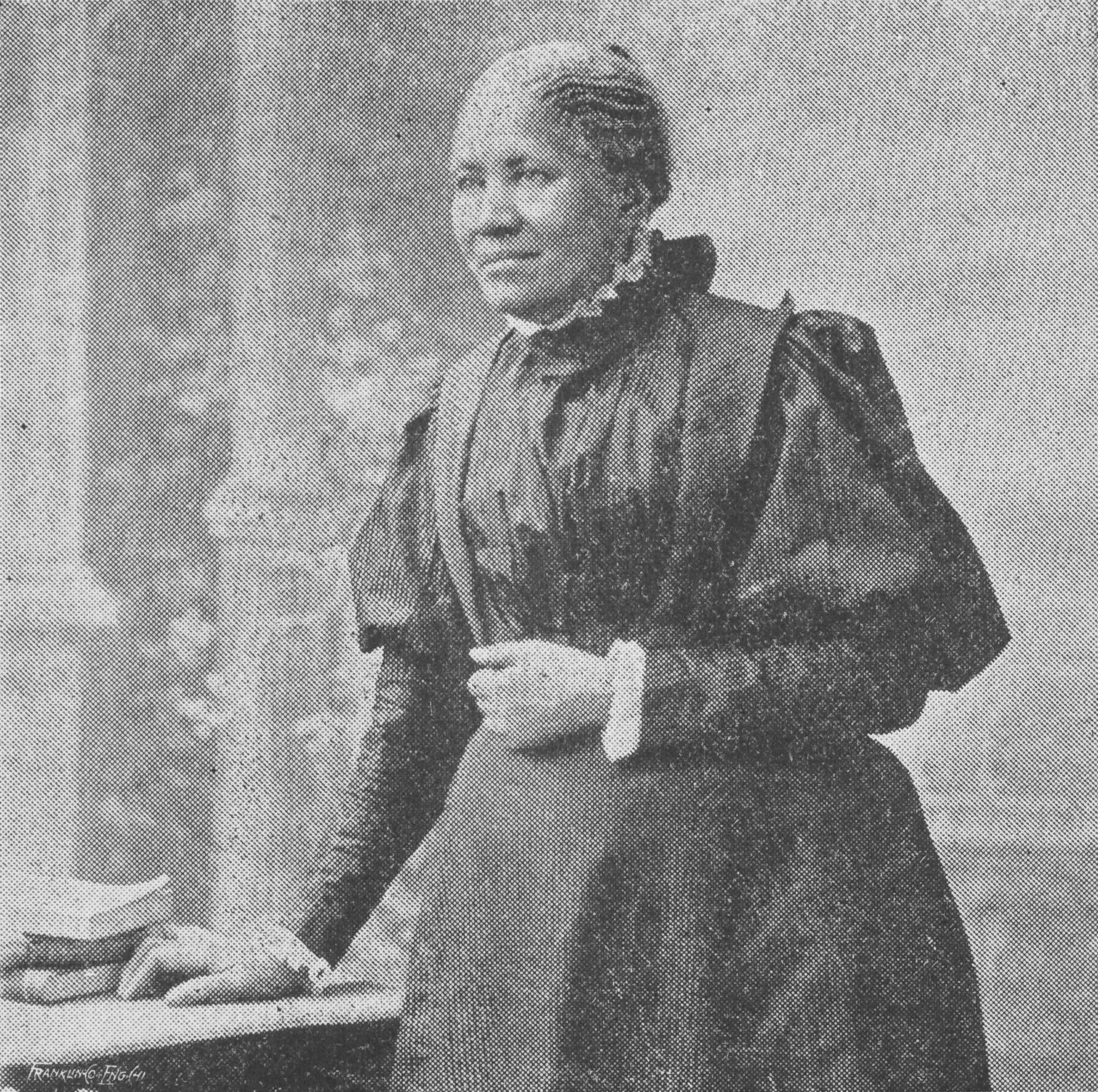
Frances Ellen Watkins Harper sostenne il movimento dei prodotti liberi, affermando regolarmente che avrebbe pagato di più per un abito Free Labor.

Nel 1830, gli uomini afroamericani formarono la “Colored Free Produce Society of Pennsylvania”, successivamente le donne afroamericane formarono la “Colored Female Free Produce Society of Pennsylvania” nel 1831. Alcune attività commerciali nere iniziarono a proporre prodotti gratuiti; William Whipper aprì una drogheria gratuita accanto alla Bethel Church di Filadelfia e, nella stessa città, un pasticciere nero utilizzò zucchero proveniente solo da fonti di lavoro gratuite e ricevette l'ordine per la torta nuziale di Angelina Grimké. A New York, un articolo di supporto del Freedom's Journal calcolò per i suoi lettori che, dato il tipico consumo di zucchero da parte dei neri liberi, se 25 persone di colore acquistavano zucchero dagli schiavisti, era necessario uno schiavo per sostenere il flusso. Si dice che la piccola popolazione di afroamericani di New York richiedesse per lo zucchero il lavoro di 50 schiavi.

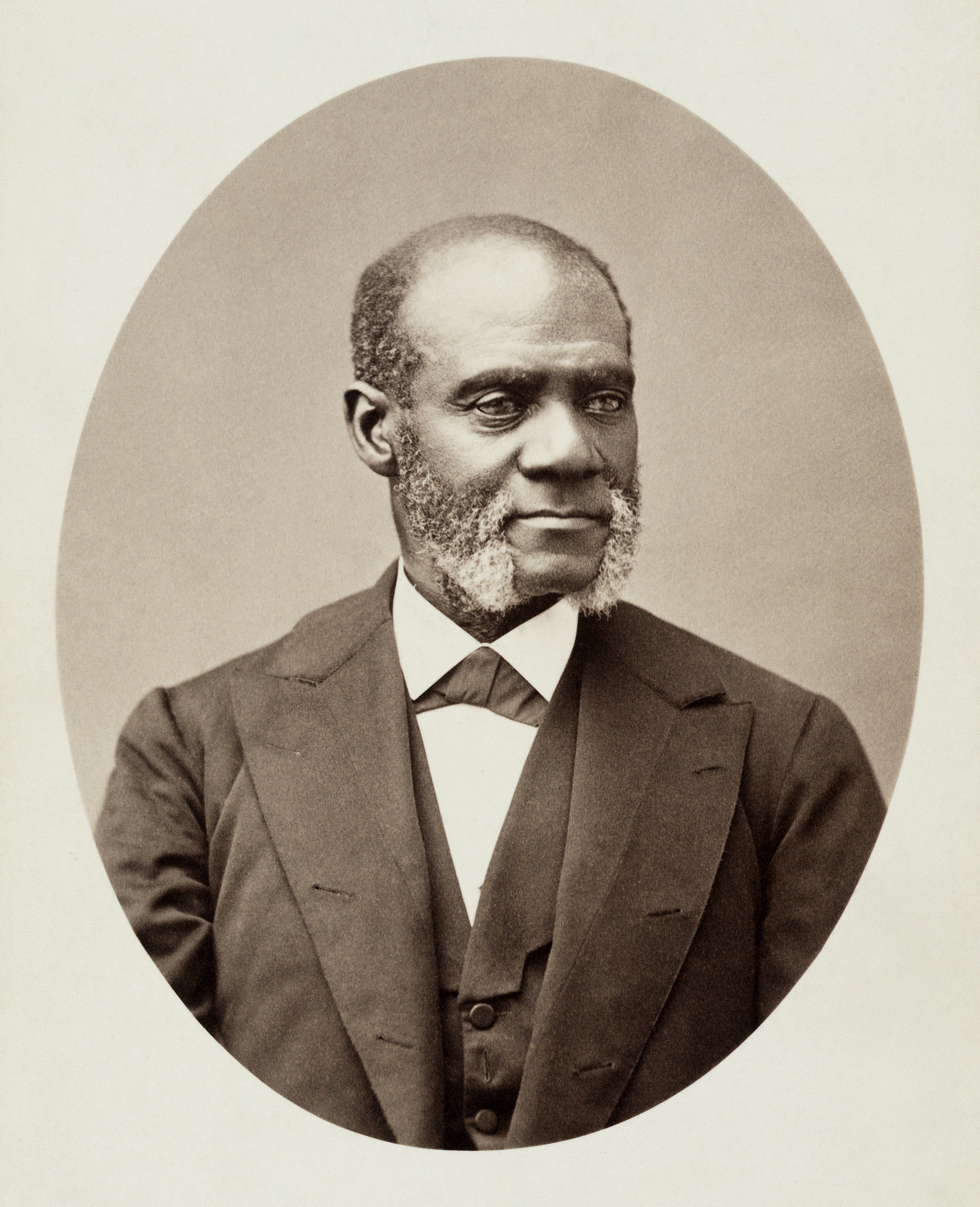
Nel 1850, Henry Highland Garnet fece un tour in Gran Bretagna per esortare i britannici a sostenere la produzione libera.

Risoluzioni a favore della libera produzione furono approvate in ognuna delle prime cinque convention tenute dagli afroamericani negli anni '30 del XIX secolo. Henry Highland Garnet predicò a New York sulla possibilità che i prodotti liberi potessero colpire la schiavitù. L'abolizionista nera Frances Ellen Watkins menzionava sempre il movimento dei prodotti liberi nei suoi discorsi, dicendo che avrebbe pagato un po' di più per un abito “Free Labor”, anche se più grossolano. Watkins definì il movimento “foriero di speranza, simbolo di progresso e mezzo per dimostrare la coerenza dei nostri principi e la serietà del nostro zelo”.

### Società americana dei prodotti gratuiti
Nel 1838 nella nuova Pennsylvania Hall di Filadelfia c'era un negozio di prodotti gratuiti. Nello stesso periodo e nello stesso luogo, sostenitori provenienti da vari Stati tennero la riunione iniziale della Requited [paid] Labor Society. La Pennsylvania Hall fu rasa al suolo tre giorni dopo l'apertura, ma la Società tenne un'altra riunione quattro mesi dopo, nella Sandiford Hall, “una biblioteca e un luogo di incontro per gli afroamericani”. Il risultato fu l'American Free Produce Association, che promosse la propria causa cercando alternative non schiaviste ai prodotti degli schiavisti e creando canali di distribuzione non schiavisti. L'Associazione produsse una serie di opuscoli e trattati e pubblicò una rivista intitolata Non-Slaveholder dal 1846 al 1854.

### Società britanniche
La British India Society, fondata nel 1839, sosteneva i prodotti liberi. Le controparti britanniche della Free Produce Society americana si formarono negli anni '40-'50 del XIX secolo, sotto la guida di Anna Richardson, una quacchera abolizionista della schiavitù e attivista per la pace residente a Newcastle. La Newcastle Ladies' Free Produce Association fu fondata nel 1846 e nel 1850 esistevano almeno 26 associazioni regionali.

### Impresa non schiavista
Il quacchero George W. Taylor fondò una fabbrica tessile che utilizzava solo cotone non proveniente dalla schiavitù. Si adoperò per aumentare la qualità e la disponibilità di prodotti in cotone libero. L'abolizionista Henry Browne Blackwell investì il suo denaro e quello della moglie Lucy Stone in diverse imprese che cercavano di produrre zucchero più economico utilizzando mezzi meccanici e manodopera non schiavizzata, ma il prodotto non fu mai redditizio, anche quando passò dalla canna da zucchero alle barbabietole da zucchero.

## Scarso successo
Il movimento dei prodotti liberi non ebbe successo e la maggior parte dei posti lo abbandonò dopo pochi anni. I prodotti non provenienti dalla schiavitù erano più costosi e a volte difficili da reperire, oppure dovevano far fronte a tariffe elevate che bloccavano le importazioni. In alcuni casi non era possibile determinare l'origine delle merci. A volte i prodotti non provenienti dagli schiavi erano di qualità scadente; un negoziante “non di rado riceveva zucchero ‘dal sapore e dall'odore molto sgradevole’ e riso ‘molto scadente, scuro e sporco’”. I benefici per gli schiavi o la riduzione della domanda di beni prodotti dagli schiavi erano minimi. Molti abolizionisti ignorarono del tutto la questione. Sebbene William Lloyd Garrison, fondatore dell'American Antislavery Society, avesse inizialmente proclamato a un congresso del 1840 che il suo abito di lana era stato prodotto senza il lavoro degli schiavi, in seguito esaminò i risultati del movimento e lo criticò come impossibile da applicare, inefficace e una distrazione da compiti più importanti. L'associazione nazionale si sciolse nel 1847, ma i quaccheri di Filadelfia continuarono fino al 1856.